# Spirostegia
Spirostegia es un género de plantas de flores de la familia Scrophulariaceae. 

## Especie seleccionada
- Spirostegia bucharica

- Datos: Q9079401